# Ethilla tenor
Ethilla tenor là một loài ruồi trong họ Tachinidae.